# Imatrikulace (letectví)

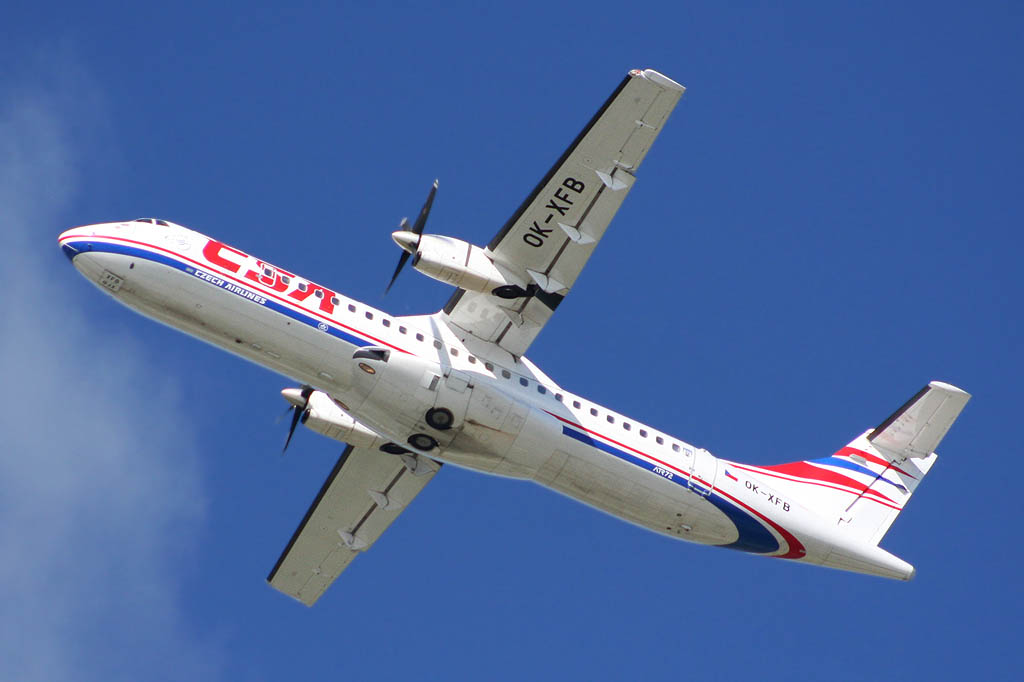
Letoun ATR 72-200 Českých aerolinií s poznávací značkou OK-XFB

Rejstříková značka (dříve nazýváno imatrikulace) je označení letadel, které přiděluje a eviduje ve svém rejstříku národní letecký úřad příslušného státu.

## Mezinárodní standardy

Imatrikulace evropských zemí

Imatrikulace je sled písmen, číslic a grafických symbolů, který určuje státní příslušnost a rejstříkovou poznávací značku letadla, na kterém je viditelně vyznačena. Její umístění se řídí mezinárodními předpisy podle typu letadla, stanovenými Mezinárodní organizací pro civilní letectví (ICAO). Kód země, určující v imatrikulaci státní příslušnost letadla (viz tabulka), je rovněž stanoven ICAO, a to na základě Úmluvy o mezinárodním civilním letectví z roku 1944 (tzv. Chicagská úmluva) podle národního prefixu volacích znaků používaných pro rádiové spojení, které určuje Mezinárodní telekomunikační unie (ITU).

## Poznávací značky letadel České republiky
Evidenci (rejstřík) civilních letadel v České republice spravuje Úřad pro civilní letectví se sídlem v Praze, který je podřízen Ministerstvu dopravy. Civilní letadla registrovaná v Česku mají poznávací značku začínající písmeny OK (značka státní příslušnosti) nebo OL, za kterou následuje pomlčka a rejstříková značka, která se skládá z některých z následujících kombinací:
- tři písmena (motorová letadla),
- čtyři číslice (bezmotorová letadla),
- za pomlčkou písmeno X a skupina tří číslic a jedno písmeno (bezpilotní letadla).

Podle starší vyhlášky z roku 2005 může poznávací značka za označením OK zahrnovat další kombinace:
- tři písmena a poslední dva znaky číslice,
- písmeno A a další tři číslice (kluzáky a větroně, příp. i s pomocným motorem).

## Historie
V roce 1910 se konala v Paříži první konference zaměřená na mezinárodní právní aspekty létání za účasti 20 evropských států, na které byl vytvořen návrh úmluvy upravující pravidla leteckého provozu včetně evidence a registračních značek letadel. Konference však skončila nezdarem, protože státy se nedohodly v otázkách rovnoprávného využití vzdušného prostoru a dohodu neratifikovaly.
Letectví pak výrazně ovlivnila první světová válka. Po jejím skončení bylo zřejmé, že je nutné řešit mezinárodní otázky leteckého provozu. Proto byla předmětem Pařížské mírové konference rovněž letecká doprava. Po sedmi měsících vyjednávání byla 13. října 1919 podepsána 27 státy tzv. Pařížská úmluva, jejíž součástí byla pravidla pro označování a registraci civilních letadel. Pro označení letadel byl zvolen pětiznakový kód velkých písmen latinské abecedy. Označení obsahovalo jednopísmenný národní kód, za nímž následovala pomlčka a skupina čtyř písmen, z nichž alespoň jedno byla samohláska (viz tabulka níže). Toto označení vycházelo z volacích znaků používaných pro rádiové spojení podle Londýnské úmluvy z roku 1912.
Organizace ITU provedla revizi mezinárodních předpisů pro rádiový provoz včetně volacích znaků na konferenci ve Washingtonu v roce 1927. Následně byla upravena také pravidla pro imatrikulace letadel do podoby, ze které v podstatě vychází současné předpisy.

## Český znak OK
O původu současné české, původně československé, zkratce OK v poznávací značce se rozšířila legenda, že československá delegace přijela na rozhodnou konferenci pozdě, že námi vytouženou zkratku CS si již pro sebe vylobbovali Portugalci na počest krále Carlose (1863–1908),[ujasnit] a proto se v časové tísni požádalo o zkratku OK, improvizovaně na místě vymyšlené – prý se snad jednalo o iniciály českého delegáta dr. Otto Kučery (který byl na washingtonské konferenci ČS. delegátem, spolu s ing. Josefem Strnadem).
Poznávací značky letounů ČSA v roce 1930 byly změněny na OK na základě rozhodnutí Mezinárodní komise pro civilní letectví z roku 1929, která vycházela z již dříve platných radiotelekomunikačních volacích znaků, což pro Československo byly OK- a OL-. Tyto značky státní příslušnosti vzešly z mezinárodní konference o radiotelegrafii ve Washingtonu (ITU) v roce 1927. Už i původní systém značení letadel z roku 1919 vycházel z rádiových volacích znaků podle Londýnské úmluvy z roku 1912, kdy značka OK byla přidělena Rakousko-Uhersku, pro O jako Österreich. Značka OK má kořeny v době, kdy Československo ještě ani neexistovalo; systém rozdělení volacích znaků byl připraven už v dubnu 1913! Od té doby je pouze aktualizován, koncepčně, a používá se dodnes.
Od doby vzniku značky její popularita značně narostla, stala se nehmotným bohatstvím:
- Na začátku 21. století má sama nezanedbatelnou hodnotu, už několikrát o ni projevily zájem ostatní státy, o její odkoupení, např. Velká Británie.[zdroj?]
- Hodnota značky OK, jako mezinárodního IATA kódu společnosti ČSA a částečně sehrála svou úlohu i při jejím prodeji Korejcům v roce 2013.[zdroj?]

## Seznam zemí a značek státní příslušnosti.
| Země                                                | Značka státní příslušnosti | Imatrikulace |
| --------------------------------------------------- | -------------------------- | --- |
| Afghánistán                                         | YA                         | YA-AAA až YA-ZZZ |
| Albánie                                             | ZA                         | ZA-AAA až ZA-ZZZ |
| Alžírsko                                            | 7T                         | 7T-AAA až 7T-ZZZ |
| Andorra                                             | C3                         | C3-AAA až C3-ZZZ |
| Angola                                              | D2                         | D2-AAA až D2-ZZZ |
| Anguilla                                            | VP-A                       | VP-AAA až VP-ZZZ |
| Antigua a Barbuda                                   | V2                         | V2-AAA až V2-ZZZ |
| Argentina                                           | LV                         | LV-AAA až LV-ZZZ |
| Argentina                                           | LQ                         | LQ-AAA až LQ-ZZZ (pouze úřední použití) |
| Arménie                                             | EK                         | EK-10000 až EK-99999 |
| Aruba                                               | P4                         | P4-AAA až P4-ZZZ |
| Austrálie                                           | VH                         | VH-AAA až VH-ZZZ |
| Ázerbájdžán                                         | 4K                         | 4K-AZ1 až 4K-AZ9994K-10000 až 4K-99999 |
| Bahamy                                              | C6                         | C6-AAA až C6-ZZZ |
| Bahrajn                                             | A9C                        | A9C-AA až A9C-ZZ |
| Bangladéš                                           | S2, S3                     | S2-AAA až S2-ZZZ |
| Barbados                                            | 8P                         | 8P-AAA až 8P-ZZZ |
| Belgie                                              | OO                         | OO-AAA až OO-ZZZOO-QAA až OO-QZZ (nepoužito)OO-BAA až OO-BZZ (především balóny)OO-YAA až OO-ZAA (především kluzáky)OO-01 až OO-499 (amatérská letadla)OO-501 až OO-999 (ultralehká letadla)OO-A01 až OO-Z99 (ultralehká letadla)                                                          |
| Belize                                              | V3                         | V3-AAA až V3-ZZZ |
| Bělorusko                                           | EW                         | EW-10000 až EW-99999 (letadla bývalého Sovětského svazu)EW-100AA až EW-999ZZEW-200PA až EW-299PA (letadla Boeing 737)EW-100PJ až ER-299PJ (letadla Bombardier CRJ) EW-001PA, EW-85815 (vládní letadla)EW-0001L až EW-9999L (balóny)                                                       |
| Benin                                               | TY                         | TY-AAA až TY-ZZZ |
| Bermudy                                             | VP-B                       | VP-BAA až VP-BZZ |
| Bermudy                                             | VQ-B                       | VQ-BAA až VQ-BZZ |
| Bhútán                                              | A5                         | A5-AAA až A5-ZZZ |
| Bolívie                                             | CP                         | CP-1000 až CP-9999 |
| Bosna a Hercegovina                                 | E7                         | E7-AAA až E7-ZZZ |
| Botswana                                            | A2                         | A2-AAA až A2-ZZZ |
| Brazílie                                            | PP                         | PP-AAA až PP-ZZZ |
| Brazílie                                            | PR                         | PR-AAA až PR-ZZZ |
| Brazílie                                            | PS                         | PS-AAA až PS-ZZZ |
| Brazílie                                            | PT                         | PT-AAA až PT-ZZZ |
| Brazílie                                            | PU                         | PU-AAA až PU-ZZZ (ultralehká letadla) |
| Britské Panenské ostrovy                            | VP-L                       | VP-LAA až VP-LZZ |
| Brunej                                              | V8                         | V8-AAA až V8-ZZZV8-AA1 až V8-ZZ9V8-001 až V8-999 |
| Bulharsko                                           | LZ                         | LZ-AAA až LZ-ZZZ |
| Burkina Faso                                        | XT                         | XT-AAA až XT-ZZZ |
| Burundi                                             | 9U                         | 9U-AAA až 9U-ZZZ |
| Cookovy ostrovy                                     | E5                         | E5-AAA až E5-ZZZ |
| Čad                                                 | TT                         | TT-AAA až TT-ZZZ |
| Černá Hora                                          | 4O                         | 4O-AAA až 4O-ZZZ |
| Česko                                               | OK                         | OK-AAA až OK-ZZZ (letouny a vrtulníky)OK-AAA 00 až OK-ZZZ 99 (ultralehká letadla)OK-0000 až OK-9999 (kluzáky a balóny)OK-A000 až OK-A999 (ultralehké kluzáky)OK-X000A až OK-X999Z (bezpilotní letadla)                                                                                    |
| Čína                                                | B                          | B-1000 až B-9999 |
| Dánsko                                              | OY                         | OY-AAA až OY-ZZZOY-BAA až OY-BZZ (horkovzdušné balóny)OY-HAA až OY-HZZ (vrtulníky)OY-XAA až OY-XZZ (kluzáky) |
| Dominika                                            | J7                         | J7-AAA až J7-ZZZ |
| Dominikánská republika                              | HI                         | HI-100AA až HI-100ZZ |
| Džibutsko                                           | J2                         | J2-AAA až J2-ZZZ |
| Egypt                                               | SU                         | SU-AAA až SU-XXZSU-ZAA až SU-ZZZ |
| Ekvádor                                             | HC                         | HC-AAA až HC-ZZZ |
| Eritrea                                             | E3                         | E3-AAAA až E3-ZZZZ |
| Estonsko                                            | ES                         | ES-AAA až ES-ZZZ |
| Etiopie                                             | ET                         | ET-AAA až ET-ZZZ |
| Faerské ostrovy                                     | OY                         | OY-AAA až OY-ZZZOY-BAA až OY-BZZ (horkovzdušné balóny)OY-HAA až OY-HZZ (vrtulníky)OY-XAA až OY-XZZ (kluzáky) |
| Falklandy                                           | VP-F                       | VP-FAA až VP-FZZ |
| Fidži                                               | DQ                         | DQ-AAA až DQ-ZZZ |
| Filipíny                                            | RP                         | RP-0001 až RP-9999 (letadla vlastněná vládou)RP-C0001 to RP-C9999 (letadla)RP-G0001 to RP-G9999 (kluzáky) RP-R0001 to RP-R9999 (omezené registrace)RP-U001A to RP-U999Z (bezpilotní letadla)RP-X0001 to RP-X9999 (experimentální registrace)RP-S0001 to RP-S9999 (ostatní)                |
| Finsko                                              | OH                         | OH-AAA až OH-ZZZOH-001 až OH-999 (kluzáky) |
| Francie                                             | F                          | F-AAAA až F-ZZZZF-CAAA až F-CZZZ (kluzáky) F-OAAA až F-OZZZ (zámořská teritoria) F-PAAA až F-PZZZ (amatérská letadla) F-WAAA až F-WZZZ (zkušební a dopravní letadla) |
| Francouzská Guyana                                  | F-O                        | F-0AAA až F-OZZZ |
| Francouzské Antily                                  | F-OG                       | F-OGAA až F-OGZZ |
| Gabon                                               | TR                         | TR-AAA až TR-ZZZ |
| Gambie                                              | C5                         | C5-AAA až C5-ZZZ |
| Ghana                                               | 9G                         | 9G-AAA až 9G-ZZZ |
| Gibraltar                                           | VP-G                       | VP-GAA až VP-GZZ |
| Grenada                                             | J3                         | J3-AAA až J3-ZZZ |
| Grónsko                                             | OY                         | OY-AAA až OY-ZZZOY-BAA až OY-BZZ (horkovzdušné balóny)OY-HAA až OY-HZZ (vrtulníky)OY-XAA až OY-XZZ (kluzáky) |
| Gruzie                                              | 4L                         | 4L-AAA až 4L-ZZZ4L-10000 až 4L-99999 |
| Guatemala                                           | TG                         | TG-AAA až TG-ZZZ |
| Guinea                                              | 3X                         | 3X-AAA až 3X-ZZZ |
| Guinea-Bissau                                       | J5                         | J5-AAA až J5-ZZZ |
| Guernsey                                            | 2                          | 2-AAAA to 2-ZZZZ |
| Guyana                                              | 8R                         | 8R-AAA až 8R-ZZZ |
| Haiti                                               | HH                         | HH-AAA až HH-ZZZ |
| Honduras                                            | HR                         | HR-AAA až HR-ZZZ |
| Hongkong                                            | B-H                        | B-HAA až B-HZZ |
| Hongkong                                            | B-K                        | B-KAA až B-KZZ |
| Hongkong                                            | B-L                        | B-LAA až B-LZZ |
| Chile                                               | CC                         | CC-AAA až CC-ZZZCC-CAA až CC-CZZ (komerční letadla)CC-PAA až CC-PZZ (soukromá letadla) |
| Chorvatsko                                          | 9A                         | 9A-AAA až 9A-ZZZ9A-HAA až 9A-HZZ (vrtulníky) |
| Indie                                               | VT                         | VT-AAA až VT-ZZZVT-HAA až VT-HZZ (vrtulníky) |
| Indonésie                                           | PK                         | PK-AAA až PK-ZZZ |
| Irák                                                | YI                         | YI-AAA až YI-ZZZ |
| Írán                                                | EP                         | EP-AAA až EP-ZZZ |
| Irsko                                               | EI                         | EI-AAA až EI-ZZZ |
| Irsko                                               | EJ                         | EI-AAAA až EI-ZZZZ |
| Island                                              | TF                         | TF-AAA až TF-ZZZTF-100 až TF-999 (ultralehká letadla) |
| Itálie                                              | I                          | I-AAAA až I-ZZZZ |
| Izrael                                              | 4X                         | 4X-AAA až 4X-ZZZ |
| Jamajka                                             | 6Y                         | 6Y-AAA až 6Y-ZZZ |
| Japonsko                                            | JA                         | JA-0001 až JA-9999JA-001A až JA-999ZJA-01AA až JA-99ZZJA-A001 až JA-A999 (balóny) |
| Jemen                                               | 7O                         | 7O-AAA až 7O-ZZZ |
| Jersey                                              | ZJ                         | ZJ-AAA až ZJ-ZZZ |
| Jižní Afrika                                        | ZS                         | ZS-AAA až ZS-ZZZ |
| Jižní Afrika                                        | ZT                         | ZT-AAA až ZT-ZZZ |
| Jižní Afrika                                        | ZU                         | ZU-AAA až ZU-ZZZ |
| Jordánsko                                           | JY                         | JY-AAA až JY-ZZZ |
| Kajmanské ostrovy                                   | VP-C                       | VP-CAA až VP-CZZ |
| Kambodža                                            | XU                         | XU-AAA až XU-ZZZ |
| Kamerun                                             | TJ                         | TJ-AAA až TJ-ZZZ |
| Kanada                                              | CF                         | CF-AAA až CF-ZZZ |
| Kanada                                              | C-F                        | C-FAAA až C-FZZZ |
| Kanada                                              | C-G                        | C-GAAA až C-GZZZ |
| Kanada                                              | C-I                        | C-IAAA až C-IZZZ (ultralehká letadla) |
| Kapverdy                                            | D4                         | D4-AAA až D4-ZZZ |
| Katar                                               | A7                         | A7-AAA až A7-ZZZ |
| Kazachstán                                          | UP                         | UP-AAA01 až UP-ZZZ99 |
| Keňa                                                | 5Y                         | 5Y-AAA až 5Y-ZZZ |
| Kiribati                                            | T3                         | T3-AAA až T3-ZZZ |
| Kolumbie                                            | HJ                         | HJ-1000A až HJ-9999Z (ultralehká letadla) |
| Kolumbie                                            | HK                         | HK-1000A až HK-9999Z |
| Komory                                              | D6                         | D6-AAA až D6-ZZZ |
| Konžská demokratická republika                      | 9Q                         | 9Q-AAA až 9Q-ZZZ |
| Konžská republika                                   | TN                         | TN-AAA až TN-ZZZ |
| Korea (Jižní)                                       | HL                         | HL-1000 až HL-9999 |
| Korea (Severní)                                     | P                          | P-500 až P-999 |
| Kostarika                                           | TI                         | TI-AAA až TI-ZZZ |
| Kuba                                                | CU                         | CU-C1000 až CU-C1999 (aerolinie – nákladní doprava)CU-E1000 až CU-E1999 (zemědělská letadla)CU-H1000 až CU-H1999 (vrtulníky)CU-N1000 až CU-N1999 (soukromá letadla)CU-T1000 až CU-T1999 (aerolinie – osobní doprava)CU-U1000 až CU-U1999 (ultralehká letadla)                             |
| Kuvajt                                              | 9K                         | 9K-AAA až 9K-ZZZ |
| Kypr                                                | 5B                         | 5B-AAA až 5B-ZZZ |
| Kyrgyzstán                                          | EX                         | EX-100 až EX-999EX-10000 až EX-99999 |
| Laos                                                | RDPL                       | RDPL-10000 až RDPL-99999 |
| Lesotho                                             | 7P                         | 7P-AAA až 7P-ZZZ |
| Libanon                                             | OD                         | OD-AAA až OD-ZZZ |
| Libérie                                             | A8                         | A8-AAA až A8-ZZZ |
| Libye                                               | 5A                         | 5A-AAA až 5A-ZZZ |
| Lichtenštejnsko                                     | HB                         | HB-AAA až HB-ZZZ (spolu se Švýcarskem) |
| Litva                                               | LY                         | LY-AAA až LY-ZZZ |
| Lotyšsko                                            | YL                         | YL-AAA až YL-ZZZ |
| Lucembursko                                         | LX                         | LX-AAA až LX-ZZZLX-BAA až LZ-BZZ (balóny)LX-CAA až LZ-CZZ (kluzáky)LX-HAA až LZ-HZZ (vrtulníky)LX-XAA až LZ-XZZ (ultralehká letadla) |
| Macao                                               | B-M                        | B-MAA až B-MZZ |
| Madagaskar                                          | 5R                         | 5R-AAA až 5R-ZZZ |
| Maďarsko                                            | HA                         | HA-AAA až HA-ZZZ |
| Malajsie                                            | 9M                         | 9M-AAA až 9M-ZZZ9M-EAA až 9M-EZZ (amatérská letadla)9M-UAA až 9M-UZZ (ultralehká letadla) |
| Malawi                                              | 7Q                         | 7Q-AAA až 7Q-ZZZ |
| Maledivy                                            | 8Q                         | 8Q-AAA až 8Q-ZZZ |
| Mali                                                | TZ                         | TZ-AAA až TZ-ZZZ |
| Malta                                               | 9H                         | 9H-AAA až 9H-ZZZ |
| Ostrov Man                                          | M                          | M-AAAA až M-ZZZZ |
| Maroko                                              | CN                         | CN-AAA až CN-ZZZ |
| Marshallovy ostrovy                                 | V7                         | V7-0001 až V7-9999 |
| Mauritánie                                          | 5T                         | 5T-AAA až 5T-ZZZ |
| Mauricius                                           | 3B                         | 3B-AAA až 3B-ZZZ |
| Mexiko                                              | XA                         | XA-AAA až XA-ZZZ |
| Mexiko                                              | XB                         | XB-AAA až XB-ZZZ |
| Mexiko                                              | XC                         | XC-AAA až XC-ZZZ |
| Mikronésie                                          | V6                         | V6-AAA až V6-ZZZ |
| Moldavsko                                           | ER                         | ER-AAA až ER-ZZZER-10000 až ER-99999 |
| Monako                                              | 3A                         | 3A-AAA až 3A-ZZZ3A-HAA až 3A-HZZ (vrtulníky) |
| Mongolsko                                           | JU                         | JU-1000 až JU-9999 |
| Montserrat                                          | VP-M                       | VP-MAA až VP-MZZ |
| Mosambik                                            | C9                         | C9-AAA až C9-ZZZ |
| Myanmar (Barma)                                     | XY                         | XY-AAA až XY-ZZZ |
| Myanmar (Barma)                                     | XZ                         | XZ-AAA až XZ-ZZZ (nepoužito) |
| Namibie                                             | V5                         | V5-AAA až V5-ZZZ |
| Nauru                                               | C2                         | C2-AAA až C2-ZZZ |
| Německo                                             | D                          | D-AAAA až D-ZZZZ D-1000 až D-9999 (kluzáky) |
| Nepál                                               | 9N                         | 9N-AAA až 9N-ZZZ |
| Niger                                               | 5U                         | 5U-AAA až 5U-ZZZ |
| Nigérie                                             | 5N                         | 5N-AAA až 5N-ZZZ |
| Nikaragua                                           | YN                         | YN-AAA až YN-ZZZ |
| Nizozemsko                                          | PH                         | PH-AAA až PH-ZZZPH-1A1 až PH-9Z9 (ultralehká letadla)PH-100 až PH-9999 (kluzáky) |
| Nizozemské Antily                                   | PJ                         | PJ-AAA až PJ-ZZZ |
| Norsko                                              | LN                         | LN-AAA až LN-ZZZLN-GAA až LN-GZZ (kluzáky)LN-OAA až LN-OZZ (vrtulníky)LN-CAA až LN-CZZ (balóny)LN-YAA až LN-YZZ (ultralehká letadla) |
| Nový Zéland                                         | ZK                         | ZK-AAA až ZK-ZZZZK-AAA až ZK-BZZ (historická letadla)ZK-GAA až ZK-GAZ (historická letadla)ZK-HAA až ZK-HAZ (historická letadla)ZK-FAA až ZK-FBZ (především balóny)ZK-GBA až ZK-GZZ (kluzáky)ZK-HAA až ZK-IZZ (vrtulníky)ZK-RAA až ZK-RDZ (vírníky)ZK-QAA až ZK-QZZ (rezervováno pro ICAO) |
| Omán                                                | A4O                        | A4O-AA až A4O-ZZ |
| Organizace spojených národů                         | 4U                         | 4U-AAA až 4U-ZZZ |
| Pákistán                                            | AP                         | AP-AAA až AP-ZZZ |
| Palestina                                           | SU-Y                       | SU-YAA až SU-YZZ |
| Palestina                                           | E4                         | (dosud nepoužito) |
| Palau                                               | T8                         | |
| Panama                                              | HP                         | HP-1000AA až HP-9999ZZ |
| Papua Nová Guinea                                   | P2                         | P2-AAA až P2-ZZZ |
| Paraguay                                            | ZP                         | ZP-AAA až ZP-ZZZ |
| Peru                                                | OB                         | OB-1000 až OB-9999 |
| Pobřeží slonoviny                                   | TU                         | TU-AAA až TU-ZZZ |
| Polsko                                              | SP, SN                     | SP-AAA or SP-ZZZSP-1000 až SP-3000, SP-8000 (kluzáky) SP-SAAA až SP-SZZZ (ultralehká letadla) SN-00AA (policie a pohraniční ochrana) |
| Portugalsko                                         | CR                         | CR-AAA až CR-ZZZ |
| Portugalsko                                         | CS                         | CS-AAA až CS-ZZZ |
| Rakousko                                            | OE                         | OE-AAA až OE-KZZOE-BAA až OE-BZZ (státní úřady)OE-LAA až OE-LZZ (letadla pravidelných linek)OE-VAA až OE-VZZ (zkušební registrace)OE-WAA až OE-WZZ (obojživelná letadla a hydroplány)OE-XAA až OE-XZZ (vrtulníky)OE-0001 až OE-5999 (větroně)OE-9000 až OE-9999 (motorové větroně)        |
| Réunion                                             | F-OD                       | F-ODAA až F-ODZZ |
| Rovníková Guinea                                    | 3C                         | 3C-AAA až 3C-ZZZ |
| Rumunsko                                            | YR                         | YR-AAA až YR-ZZZYR-1000 až YR-9999 (kluzáky) |
| Rusko                                               | RA                         | RA-00001 až RA-99999RA-0001A až RA-9999Z |
| Rusko                                               | RF                         | RF-00001 až RF-99999 (státem vlastněná letadla) |
| Rwanda                                              | 9XR                        | 9XR-AA až 9XR-ZZ |
| Řecko                                               | SX                         | SX-AAA až SX-ZZZ |
| Salvador                                            | YS                         | YS-AAA až YS-ZZZ |
| Samoa                                               | 5W                         | 5W-AAA až 5W-ZZZ |
| San Marino                                          | T7                         | T7-AAA až T7-ZZZT7-001 až T7-999 (ultralehká letadla) |
| Saúdská Arábie                                      | HZ                         | HZ-AAA až HZ-ZZZHZ-AA1 až HZ-ZZ99HZ-AAA1 až HZ-ZZZ99 |
| Senegal                                             | 6V                         | 6V-AAA až 6V-ZZZ |
| Senegal                                             | 6W                         | 6W-AAA až 6W-ZZZ |
| Severní Makedonie                                   | Z3                         | Z3-AAA až Z3-ZZZZ3-HAA až Z3-HZZ (vrtulníky) |
| Seychely                                            | S7                         | S7-AAA až S7-ZZZ |
| Sierra Leone                                        | 9L                         | 9L-AAA až 9L-ZZZ |
| Singapur                                            | 9V                         | 9V-AAA až 9V-ZZZ |
| Slovensko                                           | OM                         | OM-AAA až OM-ZZZOM-AAAA až OM-ZZZZ (ultralehká letadla)OM-M000 až OM-M999 (ultralehká letadla)OM-0000 až OM-9999 (kluzáky) |
| Slovinsko                                           | S5                         | S5-AAA až S5-ZZZS5-HAA až S5-HZZ (vrtulníky) |
| Somálsko                                            | 6O                         | 6O-AAA až 6O-ZZZ |
| Spojené arabské emiráty                             | A6                         | A6-AAA až A6-ZZZ |
| Spojené království Velké Británie a Severního Irska | G                          | G-AAAA až G-ZZZZG-1-1 až G-99-99 (zkušební a dopravní letadla) |
| Spojené státy americké                              | N                          | N1 až N99999N1A až N9999ZN1AA až N999ZZ |
| Srbsko                                              | YU                         | YU-AAA až YU-ZZZ |
| Středoafrická republika                             | TL                         | TL-AAA až TL-ZZZ |
| Súdán                                               | ST                         | ST-AAA až ST-ZZZ |
| Surinam                                             | PZ                         | PZ-AAA až PZ-ZZZ |
| Svatá Helena, Ascension                             | VQ-H                       | VQ-HAA až VQ-HZZ |
| Svatá Lucie                                         | J6                         | J6-AAA až J6-ZZZ |
| Svatý Kryštof a Nevis                               | V4                         | V4-AAA až V4-ZZZ |
| Svatý Tomáš a Princův ostrov                        | S9                         | S9-AAA až S9-ZZZ |
| Svatý Vincenc a Grenadiny                           | J8                         | J8-AAA až J8-ZZZ |
| Svazijsko                                           | 3DC                        | 3DC-AAA až 3DC-ZZZ |
| Sýrie                                               | YK                         | YK-AAA až YK-ZZZ |
| Šalomounovy ostrovy                                 | H4                         | H4-AAA až H4-ZZZ |
| Španělsko                                           | EC                         | EC-AAA až EC-ZZZEC-001 až EC-999 (zkušební a dopravní letadla) |
| Srí Lanka                                           | 4R                         | 4R-AAA až 4R-ZZZ |
| Švédsko                                             | SE                         | SE-AAA až SE-ZZZ |
| Švýcarsko                                           | HB                         | HB-AAA až HB-ZZZHB-1 až HB-9999 (kluzáky a motorové kluzáky) |
| Tádžikistán                                         | EY                         | EY-10000 až EY-99999 |
| Tahiti                                              | F-OH                       | F-OHAA až F-OHZZ |
| Tanzanie                                            | 5H                         | 5H-AAA až 5H-ZZZ |
| Thajsko                                             | HS                         | HS-AAA až HS-ZZZ |
| Tchaj-wan                                           | B                          | B-10000 až B-99999 |
| Togo                                                | 5V                         | 5V-AAA až 5V-ZZZ |
| Tonga                                               | A3                         | A3-AAA až A3-ZZZ |
| Trinidad a Tobago                                   | 9Y                         | 9Y-AAA až 9Y-ZZZ |
| Tunisko                                             | TS                         | TS-AAA až TS-ZZZ |
| Turecko                                             | TC                         | TC-AAA až TC-ZZZ |
| Turkmenistán                                        | EZ                         | EZ-A100 až EZ-Z999 |
| Turks a Caicos                                      | VQ-T                       | VQ-TAA až VQ-TZZ |
| Tuvalu                                              | T2                         | T2-AAA až T2-ZZZ |
| Uganda                                              | 5X                         | 5X-AAA až 5X-ZZZ |
| Ukrajina                                            | UR                         | UR-AAA až UR-ZZZUR-10000 až UR-99999 |
| Uruguay                                             | CX                         | CX-AAA až CX-ZZZ |
| Uzbekistán                                          | UK                         | UK-10000 až UK-99999 |
| Vanuatu                                             | YJ                         | YJ-AA1 až YJ-ZZ99 |
| Venezuela                                           | YV                         | YV0001 až YV9999YV-0001A až YV-9999PYV-AAA1 až YV-ZZZ9 (úřední použití) |
| Vietnam                                             | XV                         | |
| Vietnam                                             | VN                         | VN-1000 až VN-9999VN-A100 až VN-A999 |
| Východní Timor                                      | 4W                         | (dosud nepoužito) |
| Zambie                                              | 9J                         | 9J-AAA až 9J-ZZZ |
| Zimbabwe                                            | Z                          | Z-AAA až Z-ZZZ |

## Historické imatrikulace podle Pařížské úmluvy z roku 1919
| Země                                 | Imatrikulační kód země | Imatrikulace |
| ------------------------------------ | ---------------------- | ------------ |
| Belgie                               | O-B                    | O-Babc       |
| Bolívie                              | C-B                    | C-Babc       |
| Brazílie                             | P-B                    | P-Babc       |
| Britské impérium                     | G                      | G-abcd       |
| Československo                       | L-B                    | L-Babc       |
| Čína                                 | X-C                    | X-Cabc       |
| Ekvádor                              | E-E                    | E-Eabc       |
| Finsko                               | K-S                    | K-Sabc       |
| Francie                              | F                      | F-abcd       |
| Guatemala                            | L-G                    | L-Gabc       |
| Haiti                                | H-H                    | H-Habc       |
| Hidžáz                               | A-H                    | A-Habc       |
| Honduras                             | X-H                    | X-Habc       |
| Itálie                               | I                      | I-abcd       |
| Japonsko                             | J                      | J-abcd       |
| Království Srbů, Chorvatů a Slovinců | X-S                    | X-Sabc       |
| Kuba                                 | C-C                    | C-Cabc       |
| Libérie                              | L-L                    | L-Labc       |
| Panama                               | S-P                    | S-Pabc       |
| Peru                                 | O-P                    | O-Pabc       |
| Polsko                               | P-P                    | P-Pabc       |
| Portugalsko                          | C-P                    | C-Pabc       |
| Rumunsko                             | C-R                    | C-Rabc       |
| Řecko                                | S-G                    | S-Gabc       |
| Siam                                 | H-S                    | H-Sabc       |
| Spojené státy americké               | N                      | N-abcd       |
| Uruguay                              | C-U                    | C-Uabc       |